# 루니 툰: 백 인 액션
《루니 툰: 백 인 액션》(영어: Looney Tunes: Back in Action)은 2003년 공개된 미국의 애니메이션 기법을 사용한 실사 영화로, 《루니 툰》의 영화화 작품이다.

## 캐스팅
- 조 알라스키-벅스 버니, 대피 덕,실베스터(목소리)
- 브랜던 프레이저-DJ 드레이크,본인,테즈매니안 데빌
- 제나 엘프먼
- 스티브 마틴-애크미 회장
- 티머시 돌턴
- 론 펄먼
- 조앤 큐잭-마더
- 마이클 조던-본인
- 빌리 웨스트-엘머 퍼드(목소리)
- 프랭크 웰커-스쿠비 두(목소리)